# Hallianthus
Hallianthus (лат.) — монотипный род суккулентных растений семейства Аизовые (Aizoaceae), произрастающий на территории Капской провинции ЮАР. На 2023 год, включает один вид — Hallianthus planus.

## Название
Родовое латинское (научное) название Hallianthus дано в честь Гарри Холла (Harry Hall, 1906–1986), английского садовода. Он был куратором коллекции Дарра (Darrah) в Манчестере до своего переезда в ЮАР в 1947 году, где он возглавил коллекцию суккулентных растений в Национальном ботаническом саду Кирстенбош (Kirstenbosch National Botanical Garden). Вторая часть названия, anthus, переводится с греческого как «цветок».
Из-за отсутствия официального русскоязычного названия рода в авторитетных источниках, вероятное произношение на русском языке может быть сформировано на основе этимологии и транслитерации как «Холлиантус».
Видовое латинское название planus переводится с латинского как «плоский», это обусловлено формой плоской чашечки цветка.

## Ботаническое описание
Hallianthus planus — низкорослый кустарник с плотным центром коротких побегов и 4-20 низко расположенными цветоносными побегами, имеющими длинные тонкие междоузлия. Листья супротивные, у основания слегка сросшиеся, их формы варьируются от тройчатых до серповидных; окраска листьев темно-зеленая. 
Цветки образуют группы из 1-3 штук, окруженные прицветниками. Чашелистиков 5. Лепестки могут быть белыми, розовыми или двухцветными. Тычинки сосредоточены в центральном конусе, окруженном множеством стаминодиев, верхушки стаминодиев ярко окрашены. Присутствует нектарник с зубчатым кольцом. Плод — десятигнездная коробочка схожая с плодами рода Leipoldtia; кили плода расширяются параллельно; листовые структуры плода широкие.

## Таксономия
Hallianthus H.E.K.Hartmann, первое упоминание в Bot. Jahrb. Syst. 104: 167. 1983. Род входит в подсемейство Ruschioideae.

### Виды
Согласно данным сайта «Список растений Мировой флоры онлайн» на июнь 2023 года, род состоит из 1 вида:
- Hallianthus planus (L.Bolus) H.E.K.Hartmann